# Benedict Nicolson
Pour les articles homonymes, voir Nicolson.
Lionel Benedict Nicolson (6 août 1914 – 22 mai 1978) est un historien de l'art britannique, spécialiste du Caravage. Il est le fils aîné de Harold Nicolson et de Vita Sackville-West, et le frère de l'écrivain Nigel Nicolson.

## Biographie
Benedict Nicolson passe son enfance au château de Sissinghurst, la propriété familiale dans le Kent. Après ses études à Eton et au Balliol College d'Oxford, il s'oriente vers la critique d'art. Il deviendra le rédacteur en chef du Burlington Magazine, prenant la suite d'Ellis Waterhouse. De par ses parents, il est très proche du Bloomsbury Group.
En 1939, Benedict Nicolson est nommé conservateur adjoint de la Royal Collection sous les ordres de Kenneth Clark, mais la Seconde Guerre mondiale éclate peu après et il rejoint l'Intelligence Corps, où il obtient le grade de capitaine. En 1945, il retrouve son poste, cette fois sous la direction d'Anthony Blunt.
De son épouse Lucia Felicita, née Vertova (fille du professeur Giacomo Vertova, de Florence) il a une fille née en 1956, Vanessa Pepita Giovanna Nicolson, avant de divorcer en 1962.

## Quelques publications
- The Painters of Ferrara (1950)
- Hendrick Terbrugghen (1958)
- Wright of Derby: Painter of Light (1968)
- The Treasures of the Foundling Hospital (1972)
- Courbet: The Studio of the Painter (1973)
- Georges de La Tour (1974)